# Heerlijkheid Overijssel
De heerlijkheid Overijssel was een heerlijkheid van 1528 tot 1798, ruwweg overeenkomend met het grondgebied van de huidige provincie Overijssel.

## Ontstaan
Vóór 1528 was dit gebied onderdeel van het Oversticht, een aardrijkskundige verzamelnaam voor al het grondbezit van de bisschop van het sticht Utrecht in Oost-Nederland. Binnen het Oversticht lagen het land van Vollenhove, Salland, Twente, Drenthe (vanaf 1309 zonder de Stellingwerven), en het Gorecht (de stad Groningen met het gebied daar dicht omheen). Drenthe en Groningen werden feitelijk zelfstandig in de 13e eeuw na de nederlaag van de bisschop in de Slag bij Ane in 1227, terwijl Vollenhove, Salland en Twente de bisschop overwegend trouw bleven; de drie landschappen ontwikkelden zich binnen het Oversticht in toenemende mate tot een eenheid, die in 1458 voor het eerst gezamenlijk Overissel genoemd wordt. Twintig jaar later werd het landrecht van Overijssel opgetekend, een soort primitieve 'grondwet', waarin vooral de rechten en voorrechten van de stedelijke burgerij werden vastgelegd.
In 1528 werd het begrip heerlijkheid Overijssel voor het eerst gebruikt. Bisschop Hendrik van Beieren stond door de ondertekening van het Verdrag van Schoonhoven in november 1527 het Sticht, dus ook het Oversticht, af aan keizer Karel V. Begin 1528 erkenden de Overijsselse steden en ridderschappen Karel als landsheer, waarmee Overijssel een heerlijkheid werd.

## Bestuur
De keizer (afkomstig uit het geslacht der Habsburgers) werd hiermee heer van Overijssel, en liet zich vertegenwoordigen door een stadhouder, die in de jaren 1528-'84 dezelfde was als die van Friesland. De hoofdstad, die tot dan toe Deventer was geweest vanwege haar grote belang, werd in de nieuwe bestuursvorm niet toegewezen; Zwolle en vooral Kampen waren opgekomen ten koste van Deventer, dat daardoor aan belang had ingeboet. De staten van Overijssel werden gevormd door de burgemeesters van de Hanzesteden Deventer, Kampen en Zwolle en de leden van de ridderschappen van Salland, Twente en Vollenhove. De Statenvergaderingen vonden afwisselend plaats in een van de drie Hanzesteden.
De heerlijkheid werd in 1549 bij de Pragmatieke Sanctie overgeheveld van de Nederrijns-Westfaalse Kreits naar de Bourgondische Kreits, die ook wel de Zeventien Provinciën genoemd werden. Van 1546 tot 1702 behoorde ook het graafschap Lingen tot Overijssel, al heeft de Nederrijns-Westfaalse Kreits dit nooit erkend.
Tijdens de Tachtigjarige Oorlog was Overijssel in de jaren 1580-1597 verdeeld in een Staats deel (de IJsselstreek en de kust van Vollenhove; hoofdsteden: Kampen, Zwolle en Deventer (niet in de jaren 1587-1591 toen het door Spanjaarden bezet was)) en een Spaans deel (Twente, grotendeels Salland ten oosten van IJssel, Steenwijk en omgeving; hoofdstad: Oldenzaal); beiden hadden hun eigen stadhouder. Vanaf 1584 had het staatse deel een eigen stadhouder, los van Friesland. Deze lange verdeeldheid maakte dat Salland protestants werd, terwijl Twente grotendeels katholiek bleef. Na Steenwijk in 1592 te hebben gewonnen, veroverde Maurits van Nassau, de latere prins van Oranje, Twente in zijn veldtocht van 1597 en geleidde het terug in de heerlijkheid Overijssel. Oldenzaal werd in 1605 opnieuw door het Spaans-Vlaamse leger bezet, maar in 1626 heroverd door Frederik Hendrik van Oranje.
Overijssel heeft Plakkaat van Verlatinghe (1581) niet ondertekend, maar vocht wel mee met de andere opstandige gewesten om de Spaanse troepen te verdrijven. De Verenigde Nederlanden zochten tot 1588 vergeefs naar een nieuwe koning, om ten slotte een republiek te worden. De Unie van Utrecht maakte dat Overijssel verbonden bleef met de in 1588 nog maar vijf andere gewesten (vanaf 1594 zes) en deed mee aan de vergaderingen van de Staten-Generaal der Nederlanden in Den Haag, maar feitelijk werd het een zelfstandige republiek binnen de Republiek, met aan het hoofd een stadhouder, wiens ambt in 1747 erfelijk werd.
De stadhouders kregen meer macht na de korte bezetting (1672-1674) door de bisschop van Münster.
Na de oprichting van de Bataafse Republiek in 1795 werd Overijssel een gewest van de Bataafse Republiek. De staatsgreep van 22 januari 1798 zorgde ervoor dat de oude gewestgrenzen werden opgeheven en dat werd overgegaan op een departementale indeling naar Frans model. Bij wet van 30 maart 1799 werd de departementale indeling van de republiek vastgesteld. Overijssel vormde samen met delen van Gelderland, Drenthe en Friesland het departement van de Oude IJssel.
FG FD) Geheel of deels verloren aan Frankrijk 1659–1713; RG RD) Geheel of deels verloren aan de Republiek 1581–1715; V) Door vererving bij een andere kreits
Bataafs-Brabant (vanaf 1796) · Friesland · Gelderland · Holland · Overijssel · Stad en Lande · Utrecht · Zeeland
Amstel · Delf · Dommel · Eems · Oude IJssel · Rijn · Schelde en Maas · Texel